# Ділан Мбайо
Ділан Мбайо (фр. Dylan Mbayo, нар. 11 жовтня 2001) — бельгійський футболіст конголезького походження, нападник клубу «Кортрейк».
На правах оренди грає в нідерландському клубі «Зволле».

## Клубна кар'єра
Народився 11 жовтня 2001 року в родині футболіста, гравця збірної ДР Конго Марселя Мбайо. Ділан став вихованцем «Локерена», де багато років провів його батько. 10 березня 2019 року Ділан дебютував за команду в матчі Суперліги проти «Генка». Через тиждень Мбайо зіграв і другий матч, але не врятував команду від вильоту з вищого дивізіону.
Зігравши ще 4 гри у другому дивізіоні, Мбайо ще до закриття трансферного вікна повернувся до елітного дивізіону, ставши гравцем «Гента».
За два роки провів за «Гент» 8 ігор першості Бельгії, після чого у серпні 2021 року став гравцем «Кортрейка».
З серпня 2024 року Ділан Мбайо грає в оренді в нідерландському клубі «Зволле».

## Виступи за збірні
Виступав у складі юнацької збірної Бельгії (U-19).

## Досягнення
Особисті
- Гравець місяця Ередивізі: листопад 2024[4]
- Команда місяця Ередивізі: листопад 2024[5]